# 耶倫 (內布拉斯加州)
耶倫（英語：Jelen）是位於美國內布拉斯加州諾克斯縣的非建制地區。

## 歷史
耶倫的郵局於1904年設立，其後於1916年停運。

## 地理
耶倫所處的海拔為高於海平面485米（即1591英呎），而該地所採用的時區為UTC-6，即北美中部时区（CST）。同時該地設有夏令時間，為UTC-6調快一小時，即UTC-5（CDT）。